# Casa lotérica
Lotérica é a unidade que comercializa todas as loterias federais, os produtos assemelhados e atua na prestação de todos os serviços delegados pela CEF (Caixa Econômica Federal). Aliás, a lotérica é uma espécie de franquia, que para conseguir participar do sistema é necessário vencer uma licitação.

## História

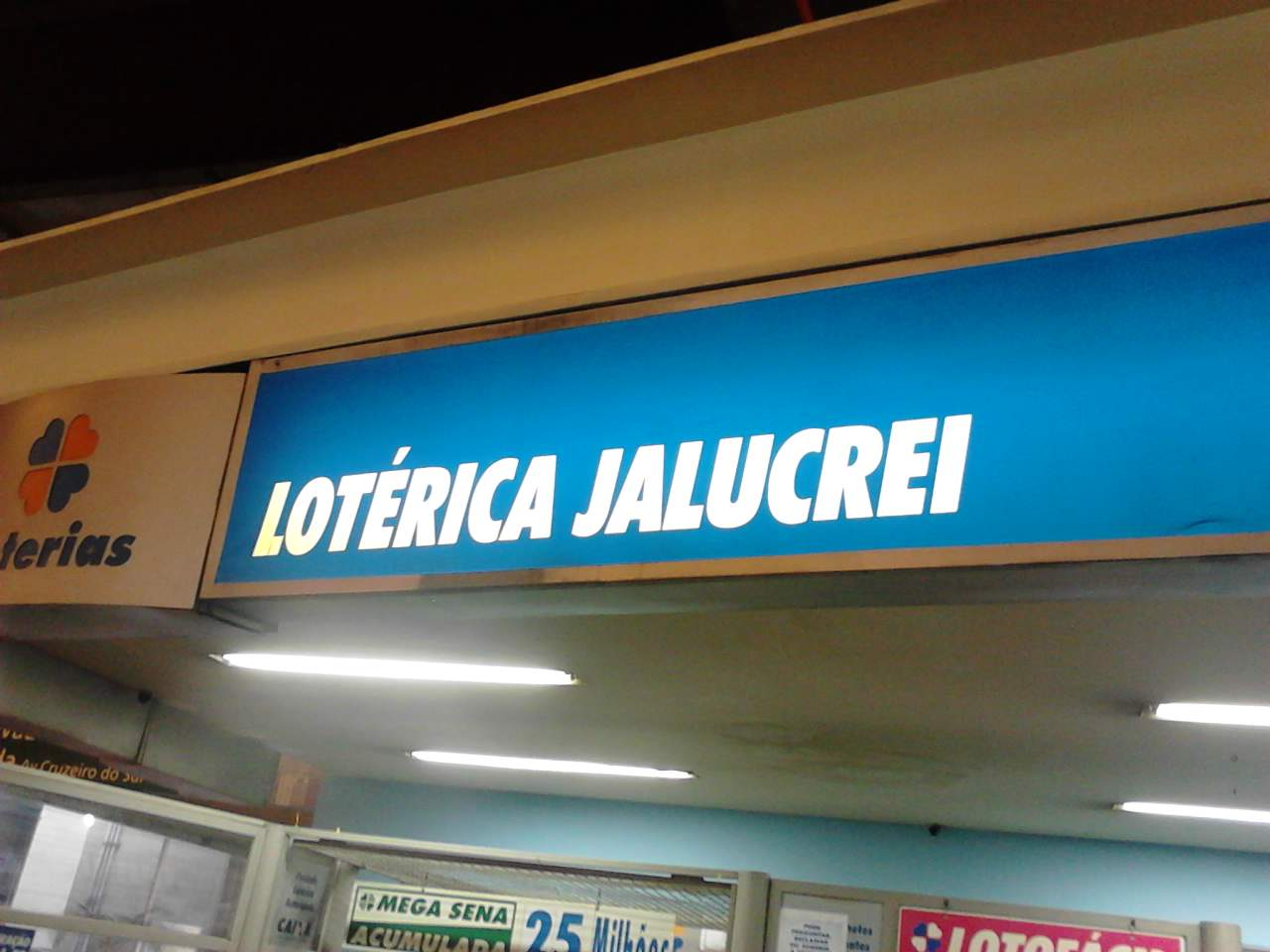
Uma casa lotérica JáLucrei em 2012.

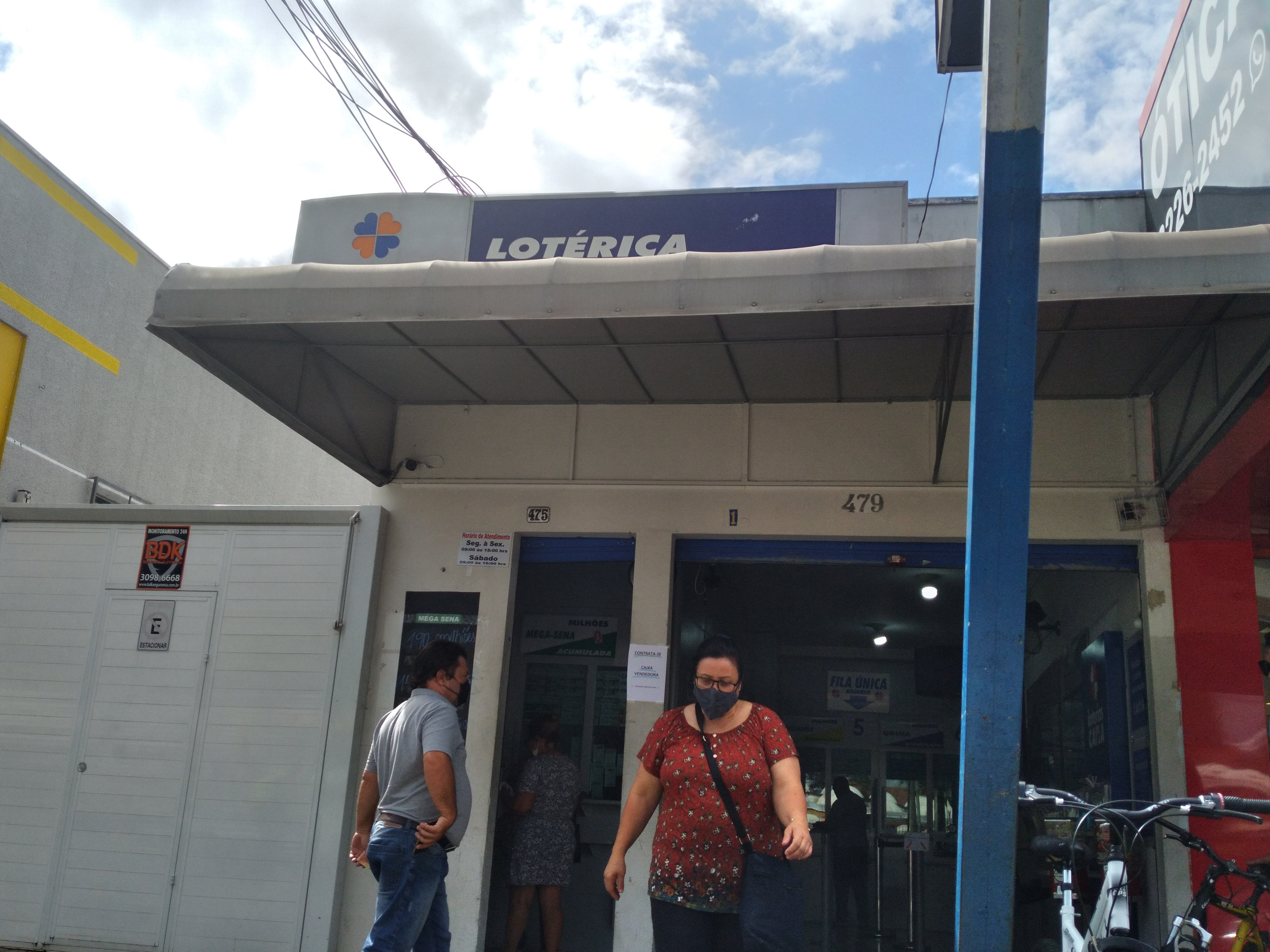
Uma casa lotérica em Curitiba, 2022.

No Brasil, até a década de 60, administração das lotéricas era feita por particulares, selecionados por licitação pública, sendo que o prazo de duração da concessão era de 05 anos.
Em 1961, o então presidente Jânio Quadros determinou a União como única competente para legislar sobre o sistema de sorteios e a CEF como exploradora exclusiva das loterias.
Atualmente, as Unidades Lotéricas são classificadas em:
Casa Lotérica – Instalada em qualquer município.
Unidade Simplificada de Loterias (USL) – instalada apenas nos municípios onde não exista outra unidade lotérica.
Os serviços delegados pela CEF para a Casa Lotérica são: o recebimento de contas de concessionárias (água, luz e telefone), carnês, prestações, faturas e documentos de diversos convênios, os serviços financeiros como correspondentes da CEF autorizados pelo Banco Central e os Pagamentos dos Benefícios da Rede de Proteção Social, com o objetivo de favorecer a população, propiciando maior comodidade.